# ウォルピスカーターの社長室からお送りします。
『ウォルピスカーターの社長室からお送りします。』は、FM NACK5で2017年10月7日から放送されているラジオ番組。通称『社長室』。

## 概要
歌い手であるウォルピスカーターがラジオパーソナリティを務める深夜番組。
番組名の公式な略称は「社長室」。番組内ではウォルピスカーターのことを「社長」と呼ぶ。リスナーの呼称は「株主」など。番組内での挨拶はウォルピスカーターに倣って「こんばんカーター」「ウォルばんわ」など。それ以外にも番組内用語がいくつか存在し、リスナーが番組に送るメッセージのことを「投書」マネージャーのことを「秘書」番組からリスナーにプレゼントする番組ステッカーのことを「株主様優待券」と呼称する。
2025年4月より30分短縮し、24:30～25:00の放送となる。

## 放送時間
- 毎週土曜日 25:00- 25:30（日曜日未明1:00 - 1:30）

## パーソナリティ
- ウォルピスカーター

## コーナー
投書箱
リスナー（株主）が、ウォルピスカーター社長に報告したい身の回りの出来事や、質問、相談、番組冒頭の“社長へのムチャブリ”など、フリーメッセージに当たるもの。
【けーぽんのダイエット支部】
唐突にスタートした、けーぽんさんの「ダイエット企画」（1ヶ月に１度あるかないか）
心の叫びアーカイ部
リスナー（株主）がウォルピスカーター社長に叫んでもらいたい一言を大募集
流行っていること
リスナー（株主）の周りで流行していることを、「どんな風に流行っているのか」「どんな時にやるのか」など、詳しい情報を書いて、ウォルピスカーター社長に教える
【声優への道】
アニメの登場キャラクター風のセリフを大募集し、リスナー（株主）から送られてきたセリフを社長が心を込めて熱演する
現在のキャラクター設定は、（2021年9月現在）
- 『どんなセリフでも語尾に「ぴょん」をつけるキャラ』
- 『陰キャ系の美少女』
- 『ナルシスト』
- 『山奥で修行中の仙人』
- 『魔法少女』

推しキャラへのラストラブレター
リスナー（株主）が、かつて本気で愛した「推しキャラ」への想いを「最後のラブレター」として書き、ウォルピスカーターが代読するコーナー
【ウォルピス社 ーVISIONー】
ウォルピスカーター社長が、社長自身の楽曲を制作裏話なども交えながら楽曲の「VISION」を語るコーナー
高音開発講座
高音にまつわるリスナー（株主）からの相談に答えるコーナー
やらされてみた
ウォルピスカーター社長にやってもらいたい“ムチャぶり”を送るコーナー
言わされてみた
リスナー（株主）から募集した「ムチャな状況」を組み合わせて、最後に社長が「決めゼリフ」を言う、『やらされてみた』のスピンオフ企画
黒歴史戒めの記念館
リスナー（株主）の黒歴史と、当時の自分に対しての心の叫び（ツッコミ）を社長が代読するコーナー